# Lepidochrysops asteris
The Star Blue or Brilliant Blue (Lepidochrysops asteris) là một loài bướm ngày thuộc họ Bướm xanh. Nó được tìm thấy ở Nam Phi, nơi nó được tìm thấy ở West Cape, along the Rivieronderendberge và the Rooiberg along the coastal ranges to the East Cape và the KwaZulu-Natal midlands.
Sải cánh dài 32–40 mm đối với con đực và 27–44 mm đối với con cái. Con trưởng thành bay từ tháng 9 đến tháng 11 và from tháng 2 đến tháng 3 làm hai đợt per year from Port Elizabeth northwards. Adults of nam populations are on wing from tháng 11 đến tháng 12 làm một đợt.
Ấu trùng ăn Selago species (bao gồm Selago serrata), Becium burchellianum và Plectranthus grandidentatus.